# Южно-Казахстанский государственный университет имени М. О. Ауэзова
Южно-Казахста́нский университе́т имени М. О. Ауэзова (ЮКУ) (каз. М. О. Әуезов атындағы Оңтүстік Қазақстан университеті (ОҚУ)) (ранее Казахский химико-технологический институт, Южно-Казахстанский технический университет) — многопрофильное высшее учебное заведение в городе Шымкент, в котором ведётся обучение по 76 техническим и гуманитарным специальностям. Основан в 1943 году.

## История

### Казахский химико-технологический институт, Южно-Казахстанский технический университет
В разгар Великой Отечественной войны, Совет народных комиссаров СССР 19 июня 1943 года постановил создать Технологический институт строительных материалов в соответствии с постановлением № 679. 29 июня этого же года Всесоюзный комитет по высшему образованию при Наркомате СССР и комиссар СССР по строительным материалам издал приказ «Об организации Технологического института строительных материалов в Шымкенте Казахской ССР».
Здание педагогического училища на улице Советской (ныне Казыбек Би) было передано университету. Руководителем вновь открывшейся школы был назначен К. А. Деляур, переехавший из Харькова. Фактически именно он внес большой вклад в открытие института, донеся до высших органов власти необходимость срочной подготовки квалифицированных специалистов, необходимых в строительной отрасли.
На 1943—1944 учебный год на два факультета — технологический по специальности «Технология силикатов» и горный по специальности «Добыча и эксплуатация нерудных ископаемых» — было принято 150 человек. Были открыты кафедры общественных наук, математики, химии, физики, механики, графики, кристаллографии и минералогии. Студентов готовили 18 преподавателей, среди них 2 профессора и 5 доцентов. Несколько специалистов направил Наркомат стройматериалов СССР.
В 1947 году МВО СССР закрыло горные факультеты в технологических вузах и будущие горняки факультета были переданы в Казахский горно-металлургический институт, а технологический факультет благодаря огромным усилиям директора вуза С. У. Умбеталина получил дальнейшее развитие. Он добился выделения ассигнований на строительство учебного корпуса на 700 человек, общежития на 500 студентов и на 30-квартирный жилой дом для преподавателей.
В 1948 году состоялся первый выпуск инженеров-технологов. Всего за 1948 по 1957 гг. выпущено 532 специалиста.
К 1957 году значительно расширился профиль института и были открыты новые специальности: «Машины и аппараты химических производств», «Хранение и технология переработки зерна», «Технология мясных и молочных продуктов», «Технология силикатов», «Экономика и организация строительства». План приема из года в год увеличивался и в 1957 году достиг 225 человек. Общее количество студентов в 1956—1957 учебном году составлял 672 человека, в институте к этому времени уже работало 57 преподавателей, из них с учеными степенями 45.
С 1957 года стали функционировать два факультета: технологический и механический.
В 1957 году вуз переименован в Казахский технологический институт. Открыты специальности химико-технологического и пищевого профиля.
В 1964 году учебное заведение переименовано в Казахский химико-технологический институт. В этом же году в вузе открыта аспирантура. В институте стало 30 кафедр, на которых работало 370 преподавателей.
Были филиалы института в г. Джамбуле (1958) и г. Семипалатинске (1963), на базе которых впоследствии были образованы самостоятельные вузы — Джамбульский технологический институт легкой и пищевой промышленности и Семипалатинский технологический институт пищевой промышленности.
В 1992—1996 гг. было открыто 20 новых специальностей по биотехнологии, пищевым производствам, образованы два новых факультета: инженерно-экономический, технологии пищевой и перерабатывающей промышленности.
7 мая 1996 года постановлением Правительства РК № 573 институт реорганизован в Южно-Казахстанский технический университет.
24 марта 1998 года постановлением Правительства РК № 256 в 1998 году путем слияния двух вузов — Южно-Казахстанского технического университета и Южно-Казахстанского гуманитарного университета им. М. Ауезова, основанного в 1968 году, — создан Южно-Казахстанский государственный университет им. М. Ауезова. К этому времени в университете было 8 факультетов. Подготовку специалистов осуществляли 40 кафедр по 31 специальности. Контингент студентов составлял более 5 тысяч, в том числе 70 из различных стран мира.

### Чимкентский педагогический институт
Чимкентский учительский институт им. Н. К. Крупской был основан Указом № 263 Совета народных комиссаров Казахской ССР от 19 марта 1937 года. Обучение велось на пяти факультетах всего два года.
В 1954 году учительский институт был преобразован в Чимкентский педагогический институт (ЧПИ) им Н. К. Крупской, а срок учебы увеличился до пяти лет.
В 1993 году постановлением Правительства Республики Казахстан ЧПИ был введён в состав вновь открытого Международного казахско-турецкого университета (МКТУ) им. А. Ясави (г. Туркестан) в качестве Шымкентского отделения (ШО).
Кабинет Министров РК решением за № 722 от 28 июня 2011 года преобразовал ШО МКТУ в Южно-Казахстанский государственный педагогический институт (ЮКГПИ).

### Чимкентский педагогический институт культуры, Чимкентский педагогический институт физической культуры, Южно-Казахстанский гуманитарный университет имени М.Ауэзова
В 1967 году в Чимкенте был открыт педагогический институт культуры (ЧПИК), который являлся единственным в Казахстане вузом, готовящим специалистов высшей квалификации для культурно-просветительных учреждений.
В год открытия в учебном заведении обучалось 225 студентов, из 30 преподавателей ученые степени имели всего три. Вскоре в институт были приглашены работать выпускники институтов культуры и консерваторий Москвы, Ленинграда, Киева, Одессы, Барнаула, Ташкента и Алма-Аты. Первые выпускники института были направлены на стажировку и целевую аспирантуру Москвы и Ленинграда и возвращались кандидатами наук.
В 1975 году ему было присвоено имя философа аль-Фараби.
В институте были организованы творческие коллективы «Кобызшылар», «Фараби сазы», «Казына», впоследствии известными в республике и за ее пределами.
В 1976—1977 учебном году число студентов составляло 1727 человек. Здесь получали знания представители всех областей Казахстана. Число кафедр возросло от пяти до тринадцати, на них работало 137 преподавателей, количество остепененных увеличилось в четыре раза. Только в 1976 году были направлены в аспирантуру вузов Центральной России семь молодых преподавателей. Книжный фонд библиотеки увеличился от 18 до 130 тысяч экземпляров.
В 1990 году на основе бывшего Чимкентского техникума физической культуры был образован Чимкентский педагогический институт физической культуры (ЧПИФК), где ректором был назначен Мардан Сапарбаев.
7 мая 1996 года в соответствии с постановлением Правительства Республики Казахстан № 573 на базе Чимкентского педагогического института физической культуры, Чимкентского педагогического института культуры имени аль-Фараби был создан Южно-Казахстанский гуманитарный университет имени М.Ауэзова.
Согласно Национальному рейтингу ведущих многопрофильных вузов Казахстана за 2024 год, Южно-Казахстанский государственный университет имени М. Ауезова (ЮКГУ) занял 2-е место, набрав 51.12 балла из 100 возможных.

## Структура университета
Высшие школы:
- Высшая школа управления и бизнеса
- Высшая школа химической инженерии и биотехнологии
- Высшая школа текстильной и пищевой инженерии
- Естественно-научно-педагогическая высшая школа
- Высшая школа информационных технологий и энергетики
- Высшая школа сельскохозяйственных наук (бывший агропромышленный факультет) Институты:
- Институт дистанционного обучения
- Институт послевузовского образования Факультеты:
- Факультет физической культуры и спорта
- Факультет педагогики и культуры (бывший исторический факультет)
- Аграрный факультет
- Естественно-педагогический факультет
- Факультет истории и педагогики
- Факультет филологии
- Факультет архитектуры, строительства и транспорта
- Факультет механики и нефтегазового дела
- Факультет юриспруденции и международных отношений

#### Преподавательский состав
По данным 2024-2025 учебного года в университет работает 1623 преподавателя, среди которых значительное число обладает высокими академическими степенями:
- Доктор PhD — 135 человек
- Доктор наук — 80 человек
- Кандидат наук — 412 человек

## Ректоры[14]

### Ректоры ЧТИС, КазХТИ, ЮКТУ
- 1943—1944 — Деляур Константин Александрович[15]
- 1944 (ноябрь) — 1956 (декабрь) — Умбеталин Сафа Умбеталиевич[3]
- 1957 (ноябрь) — 1958 — Измайлов Аркадий Владимирович[16]
- 1958—1959 — Билялов, Калий[17]
- 1959 (июль) — 1974 (декабрь) — Сулейменов Султан Таширбаевич[18]
- 1975 (март) — 1980 (январь) — Мулдахметов Зейнолла Мулдахметович
- 1980—1987 — Молдабеков Шаяхмет Молдабекович[19]
- 1988—1991 — Наурызбаев Михаил Касымович
- 1991—1997 — Кальменов Тынысбек Шарипович
- 1997—1998 — Айнабеков Алпысбай Иманкулович[20]

### Ректоры ЧПИ
- 1937—1938 — Шейнессон Семен Германович
- 1939—1940 — Сабденов Мургази Сабденович
- 1940 (август) — 1942 — Туманов Иннокентий Матвеевич
- 1942—1952 — Ермеков Адил Ермекович
- 1952—1971 — Ермекбаев Байузак Ермекбаевич
- 1971—1984 — Сарсембаев Мырзахан Сарсембаевич
- 1984—1992 — Омаров Ашим Курамбаевич
- 1993—1994 — Сыздыков Керимбек Сыздыкулы

### Ректоры ЧПИК
- 1967—1978 — Темирбеков Садвакас Темирбекович[9]
- 1978 (июль) — 1996 — Жунисбаев Мутан Жунисбаевич[21]

### ЮКГУ
- 1996 (май—октябрь) — Сапарбаев Мардан Баймурзаевич[22]
- 1996 (октябрь) — 1998 (март) — Медеуов Есенгельды Умиржанович

### Ректоры ЧПИФК
- 1991—1996 — Сапарбаев Мардан Баймурзаевич

### Ректоры ЮКГУ (ЮКУ)
- 1998 (март) — 2001 (июль) — Медеуов Есенгельды Умиржанович[23]
- 2001 — 19.01.2012 — Бишимбаев Валихан Козыкеевич
- 19.01.2012 — 17.05.2018 — Мырхалыков Жумахан Ушкемпирович[24]
- 17.05.2018 — 03.01.2024 — Кожамжарова Дария Пернешовна
- 27.01.2025 -- н.в. -- Ахмед-Заки Дархан Жумаканович